# بريفوتيلا
بريفوتيلا (باللاتينية: Prevotella) هي جنس من البكتيريا سلبية الغرام.
العصوانية الميلانينية (باللاتينية: Bacteroides melaninogenicus) أعيد تصنيفها وقسمت إلى البريفوتيلا الميلانينية (باللاتينية: Prevotella melaninogenica) والبريفوتيلا المتوسطة (باللاتينية: Prevotella intermedia).
بريفوتيلا كوربي (P. copri) قد يكون لها علاقة بالتهاب المفاصل الروماتويدي.
في دراسة في بوركينافاسو، مثلت البريفوتيلا 53٪ من البكتريا في الجهاز الهضمي، بينما كانت غير موجودة عند أقرانهم من الأوروبيين. كما وجدت دراسات أخرى أن استهلاك اللحوم أو البروتين ينتج عنده زيادة في العصوانية، بينما استلاك الكاربوهيدرات أو الألياف ينتج عنه زيادة في البريفوتيلا في الأمعاء.

## الأنواع
- Prevotella albensis
- Prevotella amnii
- Prevotella bergensis
- Prevotella bivia
- Prevotella brevis
- Prevotella bryantii
- Prevotella buccae
- Prevotella buccalis
- بريفوتيلا
- Prevotella dentalis
- Prevotella denticola
- Prevotella disiens
- Prevotella histicola
- Prevotella intermedia
- Prevotella maculosa
- Prevotella marshii
- Prevotella melaninogenica
- Prevotella micans
- Prevotella multiformis
- Prevotella nigrescens
- Prevotella oralis
- Prevotella oris
- Prevotella oulorum
- Prevotella pallens
- Prevotella salivae
- Prevotella stercorea
- Prevotella tannerae
- Prevotella timonensis
- Prevotella veroralis